# 大斑星鸦
大斑星鸦（学名：Nucifraga multipunctata），是雀形目鸦科的一种鸟类。

## 特征
大斑星鸦体重约191克，翼长约205.9毫米，嘴峰长约45.7毫米，喙宽度约11.3毫米，喙厚度约13.2毫米，跗蹠长约39.5毫米，尾长约150.6毫米。大斑星鸦是部分迁徙的鸟类，其栖息在密集的高大树木组成的森林中，食性为杂食性，主要食物来源是植物的干果或种子。

## 分布
巴基斯坦和印度西北部。